# Долгих, Вадим Семёнович
Вадим Семёнович Долгих (11 апреля 1924 — 18 августа 1970) — советский художник-мультипликатор и художник-постановщик.

## Биография
Участник Великой Отечественной войны. В 1946—1948 годах учился на курсах художников-мультипликаторов при киностудии «Союзмультфильм», работал аниматором. Участвовал в создании около 80 фильмов.

## Фильмография

### Художник-постановщик
1. 1954 — Карандаш и Клякса — весёлые охотники

### Художник-мультипликатор
1. 1948 — Орлиное перо
2. 1948 — Серая Шейка
3. 1948 — Федя Зайцев
4. 1948 — Первый урок
5. 1949 — Чудесный колокольчик
6. 1949 — Скорая помощь
7. 1950 — Волшебный клад
8. 1950 — Девочка в цирке
9. 1950 — Лиса-строитель
10. 1951 — Друзья товарищи
11. 1951 — Сердце храбреца
12. 1952 — Аленький цветочек
13. 1952 — Снегурочка
14. 1953 — Волшебная птица
15. 1953 — Ворона и лисица, кукушка и петух
16. 1953 — Сестрица Алёнушка и братец Иванушка
17. 1953 — Храбрый Пак
18. 1954 — Царевна-Лягушка
19. 1954 — Стрела улетает в сказку
20. 1954 — Танюша, Тявка, Топ и Нюша
21. 1955 — Заколдованный мальчик
22. 1955 — Мишка-задира
23. 1955 — Ореховый прутик
24. 1955 — Снеговик-почтовик
25. 1955 — Стёпа-моряк
26. 1955 — Храбрый заяц
27. 1956 — В яранге горит огонь
28. 1956 — Гадкий утёнок
29. 1956 — Кораблик
30. 1956 — Приключения Мурзилки (выпуск 1)
31. 1957 — В некотором царстве…
32. 1957 — Воплощённая мечта
33. 1957 — Исполнение желаний
34. 1957 — Опять двойка
35. 1957 — Снежная королева
36. 1957 — Храбрый оленёнок
37. 1958 — Золотые колосья
38. 1958 — Кошкин дом
39. 1958 — Петя и Красная Шапочка
40. 1958 — Сказка о Мальчише-Кибальчише
41. 1959 — Три дровосека
42. 1959 — Приключения Буратино
43. 1960 — Мультипликационный Крокодил № 1
44. 1960 — Мультипликационный Крокодил № 3
45. 1960 — Непьющий воробей. Сказка для взрослых
46. 1960 — Разные колёса
47. 1960 — Светлячок № 1. Весёлые картинки
48. 1960 — Человечка нарисовал я
49. 1961 — Дорогая копейка
50. 1961 — Дракон
51. 1961 — Чиполлино
52. 1962 — Две сказки
53. 1962 — Мир дому твоему
54. 1962 — Случай с художником
55. 1962 — Только не сейчас
56. 1962 — Чудесный сад
57. 1963 — Дочь солнца
58. 1963 — Снежные дорожки
59. 1963 — Тараканище
60. 1964 — Дело №
61. 1964 — Шайбу! Шайбу!
62. 1965 — Вовка в Тридевятом царстве
63. 1965 — Где я его видел?
64. 1965 — Пастушка и трубочист
65. 1965 — Приключения запятой и точки
66. 1965 — Рикки-Тикки-Тави
67. 1966 — Про бегемота, который боялся прививок
68. 1966 — Это не про меня
69. 1967 — Зеркальце
70. 1967 — Сказки для больших и маленьких
71. 1967 — Колумб причаливает к берегу
72. 1968 — Матч-реванш
73. 1968 — Русалочка
74. 1968 — Самый большой друг
75. 1969 — Возвращение с Олимпа
76. 1969 — Лиса, медведь и мотоцикл с коляской
77. 1969 — Украденный месяц
78. 1970 — Дядя Миша
79. 1970 — Метеор на ринге

## Награды
- Орден Красной Звезды[2].